# بانی و کلاید (فیلم)
بانی و کلاید (به انگلیسی: Bonnie and Clyde) فیلمی آمریکایی در سبک زندگی‌نامه‌ای، نئو-نوآر و جنایی به کارگردانی آرتور پن با بازی وارن بیتی و فی داناوی در نقش شخصیت‌های عنوان بانی پارکر و کلاید بارو محصول سال ۱۹۶۷ است.
بانی و کلاید در چهلمین مراسم جایزه اسکار، موفق به کسب ۲ اسکار در رشته‌های بهترین بازیگر زن نقش مکمل و بهترین فیلم‌برداری شد.

## خلاصه داستان
این فیلم بر اساس ماجرایی واقعی در رابطه با یک زوج بانک‌زن به‌نام‌های بانی پارکر و کلاید بارو که در دهه ۱۹۳۰ توجه رسانه‌ها را به خود جلب کرده بودند، ساخته شده‌است.